# Christian Wink
Johann Christian Thomas Wink (Eichstätt, 19 dicembre 1738 – Monaco di Baviera, 6 febbraio 1797) è stato un pittore tedesco, specializzato in affresco e acquaforte, del periodo rococò.  Dopo la sua nomina a pittore di corte dell'Elettore (1769) ha firmato importanti commissioni con "pittore di corte bavarese" („Aulae Boicae Pictor“).

## Biografia
Dopo un periodo di apprendistato entrò nella bottega di Johann Jakob Feichtmayer a Eichstätt. Ci rimase solo brevemente, per poi andare ad Augusta. La città dei Fugger, nel XVIII secolo, era tra i centri d'arte più importanti dei paesi di lingua tedesca. Probabilmente Wink frequentò, nel periodo 1759-1760, l'Accademia imperiale.  Dopo un breve soggiorno a Frisinga, si trasferì a Monaco di Baviera, dove operò dal 1760. Nel periodo 1765/1766 lavorò su commissione del locale Tribunale. Solo pochi anni dopo - nel 1769 - Wink divenne pittore di corte dell'elettore bavarese. Questo titolo gli portò numerose commesse, per lo più di opere a carattere religioso, all'interno dell'Elettorato di Baviera. A parte numerosi viaggi, visse ed operò fino alla sua morte (1797) a Monaco di Baviera.
Fra le sue opere si annoverano numerosi affreschi in chiese dell'Alta Baviera, oltre che a Starnberg, Raisting e Kempfenhausen così come la sala da pranzo del Castello di Schleißheim. Meno noti, ma non meno numerosi, sono i suoi dipinti ad olio. Wink è stato, nella seconda metà del XVIII secolo, uno dei pittori più attivi a Monaco di Baviera. Inoltre si distinse per la realizzazione dei cartoni per l'arazziere François Chédeville.